# Pavelló del Club Bàsquet Granollers
El Pavelló del Club Bàsquet Granollers és un pavelló cobert propietat del Club Bàsquet Granollers. Inaugurat l'any 1986 amb una capacitat de 3.500 persones, l'edifici consta d'una pista central i tres pistes transversals, aquestes darreres amb cistelles regulables en alçada. Està integrada dins la xarxa d'instal·lacions municipals de la ciutat de Granollers.
Inaugurat l'any 1986, en ell va jugar com a local el Club Bàsquet Granollers durant la seva etapa en la lliga ACB.
A mitjans de febrer de 2010, va haver un petit foc a una porta del pavelló, sense que s'hagin hagut de lamentar danys personals.
El setembre de 2019 s'hi va estrenar una nova pista. El 25 i 26 de gener de 2020 s'hi va acollir la 4a edició de l'ALLSTAR de Copa Catalunya.